# Downtown Long Beach (métro de Los Angeles)
Downtown Long Beach est une station du métro de Los Angeles desservie par les rames de la ligne A et située dans la ville de Long Beach en Californie.

## Localisation
Station du métro de Los Angeles située en surface, Downtown Long Beach est située sur la ligne A près de l'intersection de Pacific Avenue et de 1st Street à Long Beach, au sud de Los Angeles.

## Histoire
Downtown Long Beach a été mise en service le 1er septembre 1990, année d'ouverture de la première ligne du métro de Los Angeles.

## Service

### Accueil

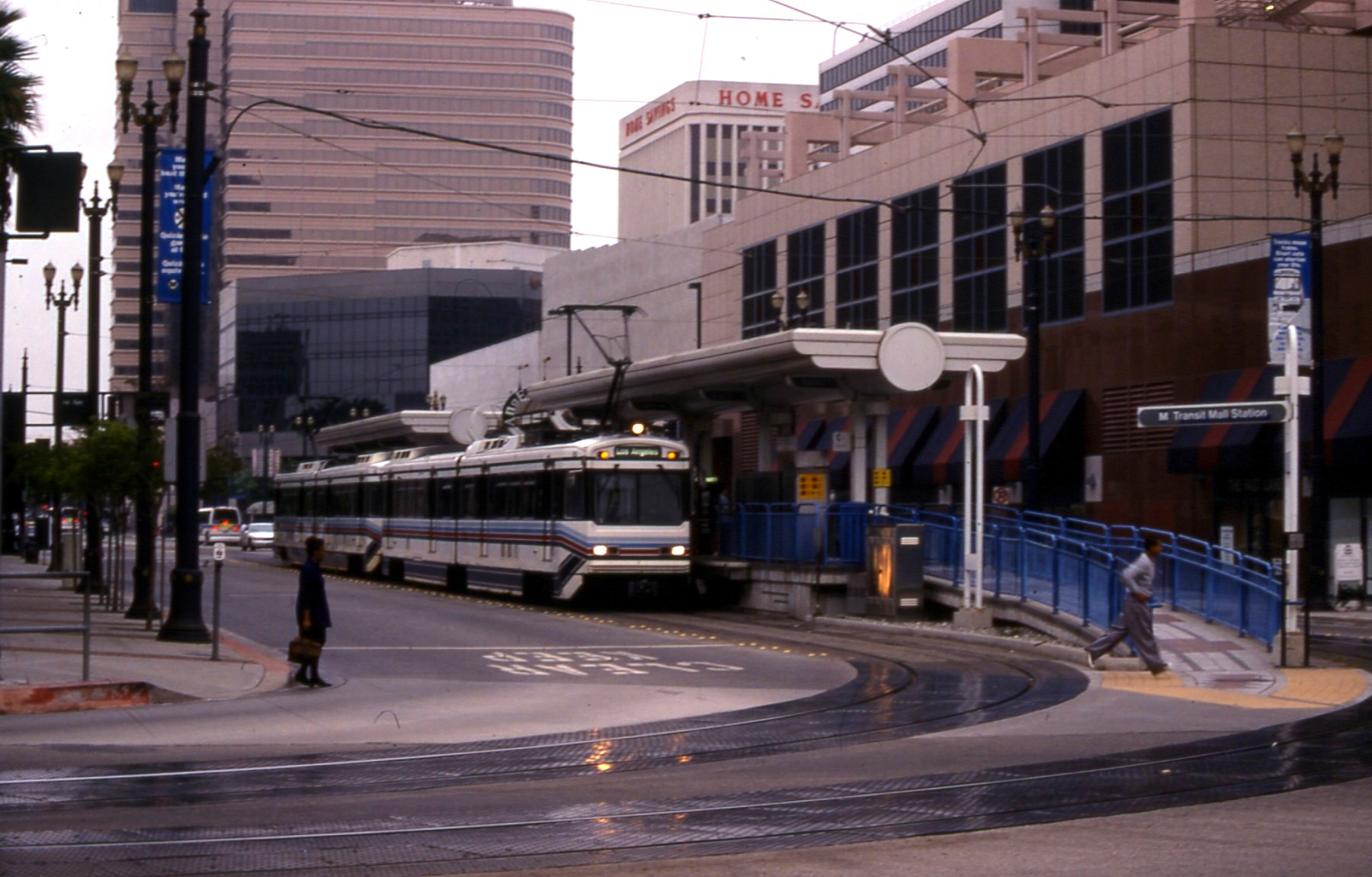
Downtown Long Beach.
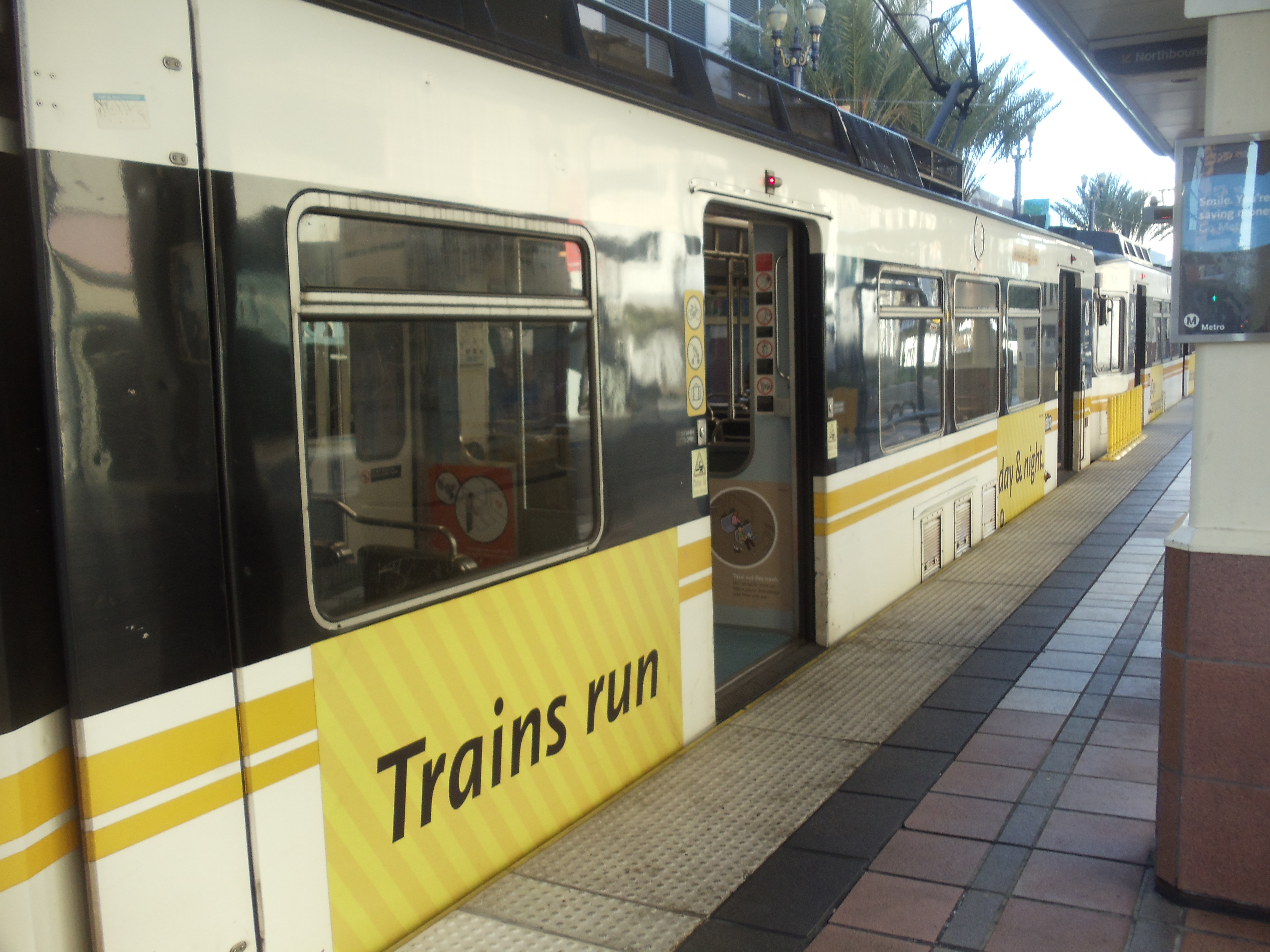
Train à quai.
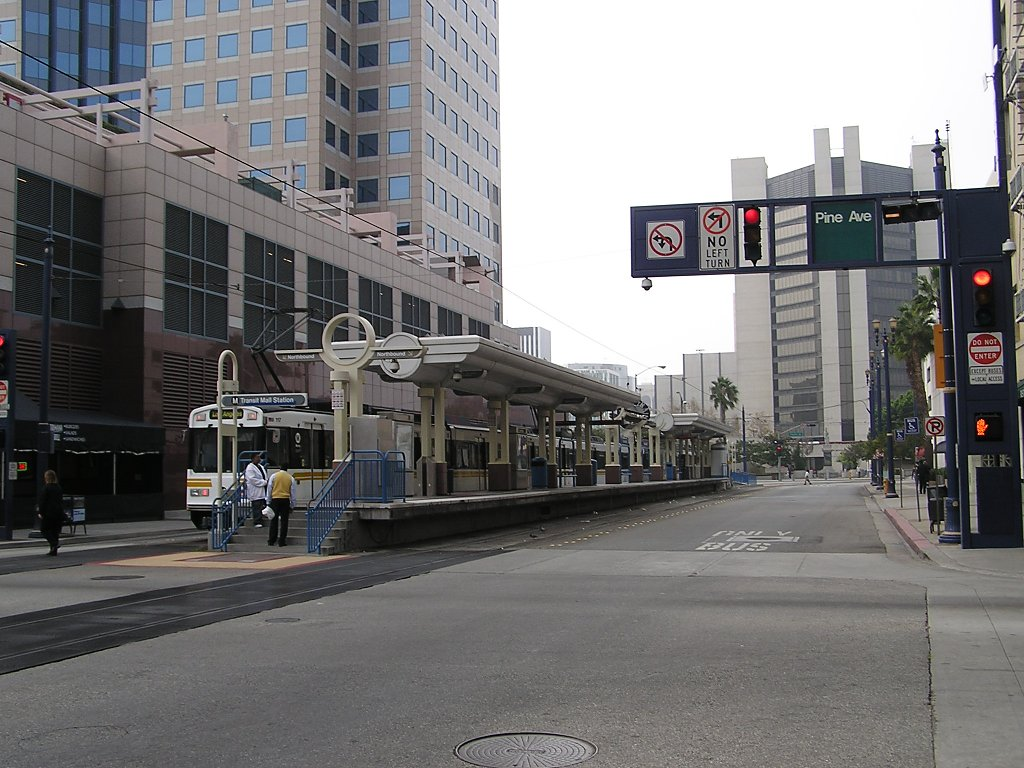
Terminus sud de la ligne A.

### Desserte
Downtown Long Beach est desservie par les rames de la ligne A du métro, dont elle constitue le terminus sud. La station dessert le centre-ville de Long Beach. Elle est par ailleurs située à proximité de l'Aquarium du Pacifique et du navire amarré RMS Queen Mary qui constitue également un hôtel et musée.

### Intermodalité
La station est desservie par les lignes d'autobus 60 et 232 de Metro, les lignes 1, 21, 22, 46, 51, 52, 61, 71, 81, 91, 92, 93, 94, 111, 112, 121, 151, 172, 173, 174, 181, 182, 191 et 192 de Long Beach Transit (en), la ligne 142 de LADOT Commuter Express (en) et les lignes 3 et Rapid 3 de Torrance Transit (en).
Un range-vélos est aussi à disposition des usagers.

## Architecture et œuvres d'art
La station comprend, comme sur l'ensemble du réseau métropolitain angeleno, une installation artistique, signée ici par l'artiste Patrick Mohr.